# Лариса Гениюш
Лариса Антоновна Гениюш (на беларуски: Лары́са Анто́наўна Ге́ніюш) (по баща Миклашевич) е беларуска поетеса, писателка и общественичка.

## Биография

### Детство и юношество
Родена е на 9 август 1910 г. в имението Жлобовци, Гродненска губерния в голямо семейство на заможни селяни. Учи в полско училище, като през 1928 г. се дипломира във Волковиската полска гимназия. По това време се запознава със световната литература – полската, скандинавската и английската класика. Започва да пише стихове.

### Живот в Прага
На 3 февруари 1935 г. се омъжва за студента по медицина Янка Гениюш, който е учил в Карлов университет в Прага. През 1937 г., след раждането на сина си Юрка, отива при съпруга си в Прага. Там съсед на Янка Гениюш е Александра Косач-Шимановска – сестра на Леся Украинка – автор, чието творчество оказва най-голямо влияние върху Лариса. Първите си стихове Лариса публикува през 1939 г. в берлинския вестник за руски емигранти-националисти „Раніца“.
Когато през 1939 г. Червената армия навлиза на територията на Западна Беларус, бащата на Лариса Антон Миклашевич е разстрелян, а майка ѝ и двете сестри са депортирани в Казахстан. През март 1943 г., според волята на президента на Беларуската народна република Василий Захарко, Лариса Гениюш е назначена като Генерален секретар на Правителството на БНР в емиграция. Тя запазва и урежда архив на БНР, помага на беларуските емигранти, политически бежанци и военнопленници. Най-ценната част от архива тя изпраща на недостъпно за органите на НКВД и МГБ място. По-късно съветските правоохранителни органи разпитват поетесата, за да получат информация за този архив.

### Арест и присъда
След освобождението на Чехословакия от нацистките нашественици, Лариса, съпругът ѝ и синът ѝ живеят близо до Прага, в град Вимперк. На 5 март 1948 г. органите на МГБ арестуват Лариса и Янка. И двамата лежат в затворите на Чехословакия, Лвов, а от октомври 1948 г. в затвора в Минск. Там Лариса е разпитвана от самия министър на държавната сигурност БССР Лаврентий Цанава.
На 7 февруари 1949 г. Лариса и Янка Гениюш са осъдени на 25 години лишаване от свобода в изправително-трудови лагери. Поетесата излежава наказанието си в лагери Инта и Абез (Коми АССР), както и в Молдовска АССР. Комисията на Президиума на Върховния съвет на СССР от 30 май 1956 г. признава обвинението за основателно, но присъдата е намалена на 8 години. Гениюш излизат на свобода през 1956 г.

### Години в Зелва
След освобождението си Лариса се установява в дома на мъжа си в село Зелва, Гродненска област. До края на живота си семейство Гениюш отказват да приеме съветско гражданство. След 27 години, прекарани в Зелве, преминава под надзора на КГБ. На Янка Гениюш е разрешено да си потърси работа в местната клиника. През 1979 г., след смъртта на съпруга си, на Лариса е начислена оскъдна пенсия. На поетесата също така не ѝ е позволено да пътува до сина си.

### Последни години и смърт
Лариса Гениюш умира на 7 април 1983 г. в Зелва и е погребана до съпруга си. Внукът на поетеса продава къща, в която тя е живяла.
През 1999 г. Беларуският Хелзинкски комитет се обръща към Прокуратурата на Република Беларус с предложение за отмяна на присъдата на Лариса и Иван Гениюш. Прокуратурата препредава предложението към Върховния съд, откъде пристига отказ.

### Подобни текстове
„Ад родных ніў“ (1942)